# Акулич, Станислав Феликсович
Станислав Феликсович Акулич (бел. Станіслаў Феліксавіч Акуліч; 10 апреля 1934, д. Юзефово, Смолевичский район) — бригадир электромонтажников специализированного управления № 206 Минского производственного объединения индустриального домостроения имени 50-летия СССР Министерства промышленного строительства Белорусской ССР. Герой Социалистического Труда (1981).

## Биография
С 1951 в тресте Белэнергомонтаж, с 1956 бригадир электромонтажник специализированного управления № 206 Минского производственного объединения индустриального домостроения.
Указом Президиума Верховного Совета СССР от 19 марта 1981 года за выдающиеся успехи, достигнутые в выполнении заданий десятой пятилетки и социалистических обязательств удостоен звания Героя Социалистического Труда с вручением ордена Ленина и золотой медали «Серп и Молот».
Член ЦК КПБ с 1981. Депутат Верховного Совета БССР в 1971-75.
В 2008 году присвоено звание «Почётный житель Фрунзенского района».